# Tchumbulis
Els tchumbulis i els basa, tchumbulis són dos grups humans de Benín que parlen la llengua tchumbuli. Hi ha entre 2.500 i 8.400 persones d'ambos grups humans que parlen aquesta llengua. El codi ètnic dels basa, tchumbulis és NAB59j i el seu ID és 10699. El codi ètnic dels tchumbulis és NAB i el seu ID és 15313.

## Situació geogràfica i pobles veïns
Els tchumbulis viuen a les aldees d'Okounfo, Edaningbe i Gbeda als municipis de Savè i d'Ouèssè al departament de Collines de Benín.
Segons el mapa lingüístic de Benín el territori tchumbuli està situat al centre-est del país, no gaire lluny de la frontera amb Nigèria. Aquest limita amb el territori dels ede cabes al nord, est i sud i amb el territori que comparteixen els mbelimes i els maxis a l'oest.

## Basa Tchumbulis

### Religió
Tres quartes parts dels basa, tchumbulis creuen en religions africanes tradicionals i la quarta part restant són cristians. D'aquests últims, el 60% són catòlics, el 25% són protestants, el 13% són d'esglésies independents i el 2% es consideren altres cristians. Segons el joshuaproject, el 6% dels basa tchumbulis cristians segueixen el moviment evangèlic.

## Tchumbulis

### Religió
La meitat dels tchumbulis són cristians, el 30% creuen en religions tradicionals africanes i el 20% són musulmans. Tres quartes parts dels tchumbulis cristians són catòlics, el 12% pertanyen a esglésies independents, el 10% són protestants i el 3% es consideren altres cristians. El 5% dels tchumbulis cristians pertanyen al moviment evangèlic.

## Llengua
El tchumbuli nuclear i el cobecha són els dos dialectes del tchumbuli, la llengua materna dels tchumbulis i els basa, tchumbulis. Segons l'ethnologue aquesta llengua és la llengua dels grups humans tchumbulis i cobeches. Aquests també parlen l'ede cabe, el fon, el francès, el Maxi i el ioruba.